# 교황 카이오
교황 카이오(라틴어: Caius, 이탈리아어: Caio)는 제28대 교황(재위: 283년 12월 17일 - 296년 4월 22일)이다. 전승에 의하면, 카이오는 로마 제국 속주인 달마티아의 살로나에서 카이오라는 이름을 지닌 귀족 남자의 아들로 태어났으며, 디오클레티아누스 황제의 친척이라고 한다.
오늘날 카이오에 대한 정보는 《교황 연대표》를 제외하고는 거의 찾아볼 수가 없으며, 그나마 《교황 연대표》에 기록된 내용도 성녀 수산나의 순교와 관련하여 내려오는 전설에 의존하고 있다. 카이오는 (성녀 수산나와 공동 축일로 기념되는) 성 티부르시오와 성 카스툴로에 의해 기독교로 개종한 사람들에게 세례성사를 집전하였다. 그리고 전설에 의하면, 카이오는 로마에 있는 카타콤바에 피신하였다가 체포되어 순교했다고 한다.
사후 성인으로 시성되었으며, 축일은 4월 22일이다.

## 집안
280년경, 지금의 산타 수산나 성당이 있는 장소에 초기 로마 기독교 신자들의 집회소가 세워졌는데, 당시 다른 많은 초기 기독교인들의 모임 장소와 마찬가지로 집 안쪽에 세워졌다(domus ecclesiae). 6세기의 공식 기록에 의하면, 이 가옥은 유명한 기독교도인 카이오와 가비누스 형제들이 소유했었다고 한다. 여기서 카이오라는 인물은 아마도 카이오 교황이거나 혹은 동명이인의 사제일 것으로 추정된다. 가비누스는 성녀 수산나의 아버지이다. 따라서 카이오는 성녀 수산나의 숙부에 해당한다.

## 교황
교회의 위계 질서를 강조하였던 카이오 교황은 누구든지 주교가 되려면 모두 일곱 단계(수문품, 독서품, 구마품, 시종품, 차부제품, 부제품, 사제품)를 거쳐야 한다고 선언하였다. 그리고 로마를 구역별로 나누어 부제들에게 관리하도록 지시하였다. 로마 제국에서 새로운 성당들과 기독교인들의 묘지가 증가했지만, 반(反)기독교적 조치들은 오히려 늘어났다. 카이오 교황은 순교하지 않았을 수도 있다. 왜냐하면 디오클레티아누스의 기독교 박해는 카이오 교황이 선종한 후로 추정되는 303년부터 시작되었으며, 그가 황제가 되자마자 바로 기독교에 대한 적대적 정책을 시행하지 않았기 때문이다.

## 무덤

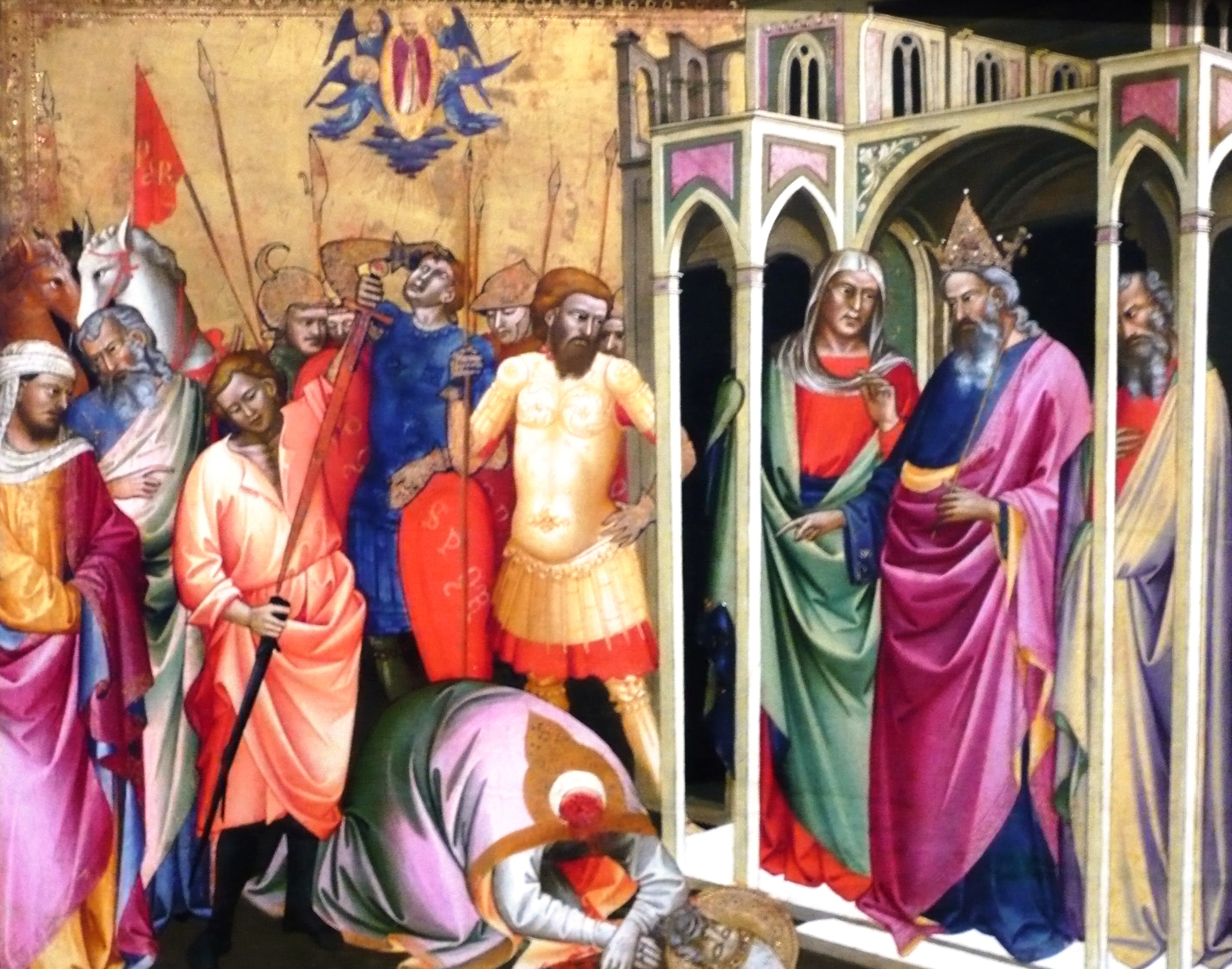
로렌초 모나코가 그린 성 카이오 교황의 순교. 피렌체의 산 가지오 성당 제대화의 일부이다.

4세기에 작성된 《주교 목록》(Depositio Episcoporum)에는 카이오에 대한 언급(X kl maii Caii in Callisti)이 있다. 여기에는 순교했다는 기록이 없다.
원래 묘비명이 새겨진 카이오의 무덤은 갈리스토 카타콤바에서 발굴되었으며, 그가 편지에 인장을 찍었을 때 사용했던 인장용 반지도 같이 발굴되었다. 그가 생전에 거주했던 곳으로 전해지는 장소에는 성당이 세워졌다. 1631년 교황 우르바노 8세에 의해 카이오의 유해가 성당으로 옮겨졌으나, 1880년 이탈리아 국방부 청사 건설을 위해 철거되면서 카이오의 유해는 바르베리니 가문의 개인 경당으로 다시 옮겨졌다.

## 성인으로서 공경
전통 전례력과 일반 전례력 모두 성 카이오의 축일은 그의 전임자인 성 소테르와 같은 날짜인 4월 22일이다. 《로마 순교록》 역시 4월 22일자에 성 카이오와 성 소테르 모두를 언급하며, 성인 목록에 올려 놓았다. 성 카이오에 대해서는 “로마의 아피아 가도에 있는 갈리스토 카타콤바에는 성 카이오 교황이 안장되어 있다. 그는 디오클레티아누스의 박해를 피했으며, 신앙의 증거자로서 선종하였다.”고 기록하였다.
특히 달마티아와 베네치아에서는 성 카이오에 대한 공경심이 있으며, 피렌체에서도 산 가지오 성당을 세워 그를 수호성인으로 삼았다.

## 같이 보기
- 교황 목록